# Laura Linares
Laura Linares es una deportista italiana que compitió en vela en la clase RS:X. Ganó una medalla de plata en el Campeonato Europeo de RS:X de 2010.

## Palmarés internacional
| \| Campeonato Europeo \| Campeonato Europeo \| Campeonato Europeo \| Campeonato Europeo \| \| Año \| Lugar \| Medalla \| Clase \| \| ------------------ \| ------------------ \| ------------------ \| ------------------ \| \| 2010 \| Sopot (Polonia) \| Medalla de plata \| RS:X \| |                 |                  |       |
| Campeonato Europeo |                 |                  |       |
| Año | Lugar           | Medalla          | Clase |
| 2010 | Sopot (Polonia) | Medalla de plata | RS:X  |